# Seznam francoskih kolesarjev
Seznam francoskih kolesarjev.

## A
- Lucien Aimar
- Julian Alaphilippe
- Jacques Anquetil
- Stephane Augé

## B
- Romain Bardet
- Warren Barguil
- Louison Bobet
- Johan Le Bon
- Franck Bonnamour
- Nacer Bouhanni
- Florent Brard
- Laurent Brochard
- Alexys Brunel

## C
- Lilian Calmejane
- Sylvain Calzati
- Sandy Casar
- Jimmy Casper
- Sébastien Chavanel
- Sylvain Chavanel
- Jérôme Coppel
- Bryan Coquard
- Henri Cornet
- Benoît Cosnefroy
- Jérôme Cousin

## D
- Arnaud Démare
- Cyril Dessel
- Axel Domont
- Jean Dotto
- Samuel Dumoulin
- Jacques Dupont

## E
- Nicolas Edet
- Jimmy Engoulvent

## F
- Benoît Faure
- Brice Feillu
- Romain Feillu
- Laurent Fignon

## G
- Olivier Le Gac
- Tony Gallopin
- Maurice Garin
- Gustave Garrigou
- David Gaudu
- Alexandre Geniez
- Dorian Godon
- Stephane Goubert

## H
- Patrice Halgand
- Bernard Hinault
- Sebastien Hinault
- Jonathan Hivert
- Hugo Hofstetter
- Constant Huret

## J
- Laurent Jalabert
- Nicolas Jalabert
- Quentin Jaurégui
- Lilian Jégou

## K
- Blel Kadri

## L
- Guy Lapébie
- Octave Lapize
- Pierre Latour
- André Leducq
- Jeannie Longo

## M
- Marc Madiot
- Valentin Madouas
- Antonin Magne
- Pierre Magne
- Robert Marchand
- Guillaume Martin
- Lenny Martinez
- Jose Meiffret
- Rudy Molard
- David Moncoutié
- Jean-Michel Monin
- Cristophe Moreau

## N
- Bryan Nauleau

## P
- Quentin Pacher
- Henri Pélissier
- Jean-Christophe Péraud
- Pierre-Luc Périchon
- Lucien Petit-Breton
- Jerôme Pineau
- Roger Pingeon
- Thibaut Pinot
- Nicolas Portal
- René Pottier

## Q
- Perrig Quéméneur

## R
- Kévin Reza
- Christophe Riblon
- Pierre Rolland
- Didier Rous
- Anthony Roux
- Jérémy Roy

## S
- Marc Sarreau
- Florian Sénéchal
- François Simon
- Jérôme Simon
- Julien Simon

## T
- Damien Touzé
- Louis Trousselier
- Igor Trubeckoj

## V
- Cedric Vasseur
- Kévin Vauquelin
- Clément Venturini
- Arthur Vichot
- Thomas Voeckler
- Alexis Vuillermoz